# Кереш, Эмиль
Эмиль Кереш (венг. Keres Emil; 9 июля 1925, Сомбатхей, Венгрия — 1 апреля 2016, Будапешт) — венгерский театральный деятель, актёр театра, кино и телевидения, мастер дубляжа, театральный режиссёр. Заслуженный артист ВНР (1974). Народный артист Венгрии (1985).
Лауреат государственной премии им. Кошута (1965). Лауреат премия имени Мари Ясаи (1963, 1981).

## Биография
Окончил в 1950 году Академию театра и кино в Будапеште. Играл в Театре Венгерской народной армии, в 1951—1954 годах — в столичном Национальном театре. В 1954—1956 годах выступал на сцене театра в Сольноке.
В 1956 году поступил в будапештский Театр комедии, с 1961 года играл в театре Йокай. Был директором театра Талия, руководил труппой более десяти лет, затем с 1973 по 1985 год был директором театра Миклоша Радноти. Вышел на пенсию в 1985 году.
Играл в пьесах Мольера, Шекспира, Достоевского, А. Н. Островского, М. Горького, Д. Ийеша, Л. Надя, Э. Сиглигети, И. Эркеня и др.
Снимал в кино и на телевидении. Исполнил роли в более 50 кино- и телефильмах.

## Избранная фильмография
- 1975—1976 — Кантор-собака-детектив (ТВ-сериал) / Kántor
- 1972 — У меня было тридцать два имени / Harminckét nevem volt
- 1972 — Расследование поручено мне / Hekus lettem — эпизод
- 1971 — Вилла на Лидо / Villa a Lidón
- 1970 — Беглец 0416 / A 0416-os szökevény
- 1968 — Рыцари «Золотой перчатки» (мини-сериал) / Az Aranykesztyu lovagjai — Белгравия
- 1965 — 20 часов / Húsz óra — репортёр

Дублировал на венгерский язык фильмы
- Летят журавли (1958)
- Сладкая жизнь (1972)
- Человек, которого зовут Флинтстоун (1978)
- Благослови зверей и детей (1979) и другие.

## Награды
- Командор ордена Заслуг (2004)
- Заслуженный артист ВНР (1974)
- Народный артист Венгрии (1985)
- Премия имени Кошута (1965)
- Премия имени Мари Ясаи (1963, 1981)
- Премия Радноти (2012)
- Премия Танчича (2012)
- Премия «Моя страна» (2015)